# Fantage
Fantage war ein Massively Multiplayer Online Role-Playing Game (MMORPG), d. h. Massen-Mehrspieler-Online-Rollenspiel, in einer persistenten virtuellen Welt, und wurde von Fantage, Inc. entwickelt. Spieler können ihre Spielfiguren oder Avatars nach ihrem Geschmack gestalten und damit die virtuelle Welt durchforsten und erforschen. Fantage wurde erstmals im April 2008 der Welt vorgestellt und hat sich seit diesen Anfängen in eine breite Online Community entwickelt, die im September 2011 14 Millionen registrierte Nutzer zählte.
Das Spiel wurde für die Altersgruppe von 6 bis 16 Jahren konzipiert. Die Sicherheit der jugendlichen Nutzer ist ein Hauptanliegen der Gründer und sie wird durch ein dreistufiges Filtersystem gewährleistet: Fachmännische Überwachung der Chats, automatisches Wortfiltersystem, die Möglichkeit Nutzer zu melden, und für die Eltern zwischen verschiedenen Chatmodi zu wählen.

## Geschichte und Entwicklung

### Virtuelle Welt
Die Vorbereitungsarbeiten und Pläne für Fantage haben 2006 begonnen, dauerten ein Jahr lang und die Entwicklung dauerte weitere 12 Monate, bis die ersten Nutzer die virtuelle Welt besuchten. Das Projekt wurde von dem gegenwärtigen Geschäftsführer David Hwang, Peter J. Bae, Mitgründer und gegenwärtigem Vizepräsident und Cindy Hwang, Produktmanager von Fantage, Inc. geleitet. Der Hauptsitz befand sich zuerst in Palisades Park, New Jersey, doch die schnell wachsende Firma zog bald in die neuen Büros in Fort Lee, New Jersey.

### Entwicklung von Handyspielen
Neuerdings hat Fantage Handyspiele entwickelt wie Fantage Bullseye, Fantage IDFone und Fantage FishFish für das iPhone. Bislang wurde Fantage Bullseye seit Veröffentlichung mehr als 200.000-mal heruntergeladen von dem iTunes App Store.

## Geschäftsmodell
Fantage begann als selbst finanzierte Start-up und erhielt während der Entwicklungsphase eine Kapitalspritze durch die Koreanische Online Game Firma Nexon Corporation. Die Registrierung ist kostenlos und Nutzer können ohne Weiteres alle Spiele kostenlos spielen. Den Zugang zu allen Artikeln, besonders Kleidung, Raritäten, den meisten Juwelen, persönlich gestalteten Inhalten und den meisten Haustieren gewährt die Premium-Mitgliedschaft. Ansonsten können Nutzer auch ohne Mitglied zu sein, eCoins kaufen, der Fantage Währung, und mit diesen Mikro-Transaktionen tätigen. Mit eCoins können beinahe alle Artikel gekauft werden. Davon ausgeschlossen sind die Doppel-Sterne Gutscheine und Haustier-Eier. Mit eCoins sind jedoch Haustier-Zauberformeln erhältlich, mit denen Haustiere ausgebrütet werden können. Artikel, welche mit eCoins gekauft werden, bleiben für immer im Besitz des Spielers und können unabhängig vom Status der Mitgliedschaft im Spiel benutzt werden.

## Umgebung
Wenn sich die Nutzer bei Fantage melden, und registrieren erhalten sie automatisch ein erstes Zuhause. Sie können entscheiden, wer sie zuhause besuchen kann, entweder alle Spieler auf dem Server oder nur ihre Freunde, sodass sie Freunde empfangen und Feste veranstalten können. Premium Mitglieder können neue, luxuriösere oder thematische Häuser kaufen und diese nach Lust und Laune dekorieren. Die Häuser der Mitglieder werden auf der Weltkarte sichtbar und sind so leicht erreichbar.
Derzeit besteht Fantage aus 14 Orten: Einer Stadt, die sich in Untere und Obere Stadt aufteilt, Piz Fantage mit dem ewigen Schnee und der Zeitungsredaktion, dem Schloss, Jahrmarkt, Wald, Zauberwelt, den Docks, der Oase, der Fantage Schule, einem Kreaturoma, dem Tierdorf, und einer Zauberwiese. Über diese Weltteile verstreut, findet der Nutzer 30 Spiele, 14 Läden und noch viele weitere Angebote.
In den über die ganze Welt verteilten Läden können die Spieler Kleidung, Frisuren, Haustiere und noch viel mehr kaufen und eintauschen. Die Spiele sind in jeder Region zu finden. Nutzer können außerdem das Missionszentrum besuchen und sieben spannende Aufträge im Namen von Fantage durchführen, einer Art Mission und Abenteuer, in dem es Aufgaben zu bewältigen gibt.
Relativ neue Eigenschaften sind lustig animierte Haustiere, die adoptiert und durch die ganze Welt ausgeführt werden können.

## Merkmale und Aktivitäten

### Spiele
Auf fantage.de können die Nutzer als Einzelspieler und neuerdings auch als Mehrspieler viele Mini-Games spielen wie Splasch, Ziegel Bau, Gemüse SCHLAGer, Schachmatt und KröneMich, ein Damespiel. Durch diese Spiele gewinnen die Nutzer Sterne. Fantage hat ferner ein neues Spiel in der Art mobiler Plattformen entwickelt: Das Geheime Abenteuer, welches den Spieler in märchenhafte Welten entführt, wo Hindernisse bewältigt, rätselhafte Schlüssel eingesammelt und Schatztruhen entriegelt werden müssen. Mit den Haustieren kann man im Tierdorf auch ganz speziell „wilde“ Spiele spielen, sei es einzeln oder zu mehreren.

### Artikel
Premium Mitglieder können ihr virtuelles Taschengeld und die Sterne, die sie bei Spielen gewinnen benutzen, um sich allerlei Güter auf Fantage zu kaufen. Ausgeschlossen davon sind die als exklusiv mit eCoins erhältlichen Artikel. Aber den Nicht Mitgliedern stehen auch eine Reihe von Artikeln zur Verfügung, wie Kleidung, Frisuren, Haut- und Augenfarben, sowie Tausende von Aufklebern in den verschiedenen Shops kaufen können. Alle Benutzer können jederzeit alle Artikel mit eCoins kaufen. eCoins sind zu einem bestimmten Mengenpreis erhältlich. Einzig die Doppel-Stern-Gutscheine und Tier Eier sind nicht mit eCoins käuflich. Doch können Haustiere mit eCoins gekauften Zauberformeln ausgebrütet werden.

### Haustiere
Nutzer können Haustiere ausbrüten, indem sie Eier oder Zauberformeln kaufen. Das Ausbrüten ist exklusiv für Mitglieder reserviert. Nicht-Mitglieder können zwei Haustiere aus Eiern ausbrüten. Für Nicht-Mitglieder gibt es jedoch die Möglichkeit jedes Haustier ihrer Wahl durch Zauberformel auszubrüten, welche sie mit eCoins kaufen können. Diese Zauberformeln beschleunigen die Brut, sodass das Haustier nach einer Stunde, 20 Minuten oder gar sofort ausschlüpft. Bei Sonderveranstaltungen werden zuweilen Geschenke und gratis Artikel an die Spieler verteilt.

### Partys und Community
Nutzer können bis zu 200 Freunden in ihrer Freundesliste aufnehmen und mit ihnen einzeln via Instant Messenger oder im Gruppen-Chat mit mehreren gleichzeitig reden. Außerdem kann man überall auf Fantage jederzeit mit den Anwesenden plaudern, sei es durch frei getippte Mitteilungen, die in Sprechblasen erscheinen, oder durch vorgegebene Sätze (Sicherer Chat). Wer Letzteren als Modus gewählt hat, kann seinerseits nur Mitteilungen anderer Teilnehmer sehen, die denselben Modus nutzen. Diese Funktion dient der Sicherheit der Nutzer, damit sie nicht mit Inhalten konfrontiert werden, die eventuell störend sein könnten.
Premium-Mitglieder können Feste bei sich zuhause veranstalten und entweder alle auf dem Server oder nur ihre Freunde einladen. Für ein paar Sterne können die Spieler Partythemen und Piñatas kaufen, und ihren Gästen Aufkleber schenken.

### Lerninhalte
Die lustige Spielwelt von Fantage ist auch ein Ort wo Lehrer und Schüler lehrreiche Inhalte finden. In den verschiedenen Klassenzimmern der Fantage Schule werden spielerisch Mathematik, Sprache, Erdkunde und Strategie geübt. Im Musikzimmer lernen Kinder Instrumente kennen und können leichte Melodien mit ihnen komponieren; in der Turnhalle wird 'Aus der Patsche' gespielt, ein unterhaltsames und lehrreiches Quiz Fragespiel. Am Ende eines jeden Spiels können die Teilnehmer ihre Endergebnisse als Zeugnis ausdrucken. In einer besonderen Privatklasse können die Spieler sogar einen Privatunterricht organisieren oder an einem teilnehmen; dazu können sie Freunde, Eltern, Verwandte und Lehrer einladen, um mit ihnen den wirklichen Lernerfolg im virtuellen Raum zu erleben. In diesem Privatunterricht können die Kinder alle Fantage-Spiele spielen und gleichsam die Ergebnisse ihrer Klasse in Echtzeit verfolgen.

## Rezeption
Fantage.com ist offiziell von der Pan-European Game Information mit PEGI3, d. h. als für alle Altersgruppen geeignetes sicheres Online-Spiel gewertet worden. Fantage wurde von der Children's Technology Review Mit dem Editor's Choice Award ausgezeichnet. Das Kinder-Technologie Magazin wurde in den US gegründet, um Eltern und Lehrern bei der einsichtigen Wahl neuester Interaktiver Produkte für Kinder zu helfen. Das Editor's Choice Siegel wird für Kinderprodukte der interaktiven Medienkategorie von höchster Qualität verliehen. Fantage hat auch den Mom's Choice Preis Erhalten, der dafür bekannt ist, dass er exzellente Richtlinien für familienfreundliche Medien, Produkte und Dienstleistungen schafft. Der jährlich veranstaltete Wettbewerb ehrt Autoren, Erfinder, Firmen, Eltern und andere für hervorragende Leistungen in der Schaffung familienfreundlicher Medienprodukte und Dienstleistungen. Gamer’s Info, ein Gamer-Magazin, lobte Fantage für die gelungene Schöpfung einer sicheren Sozialwelt für Kinder.